# Szamasz-kenu-dugul
Szamasz-kenu-dugul (akad. Šamaš-kēnu-dugul) – wysoki dostojnik pełniący urząd abarakku („intendenta pałacu”)  za rządów asyryjskiego króla Aszur-nirari V (754-745 p.n.e.); z asyryjskich list i kronik eponimów wiadomo, iż w 749 r. p.n.e. sprawował on również urząd limmu (eponima).